# Dugastella marocana
Dugastella marocana is een garnalensoort uit de familie van de Atyidae. De wetenschappelijke naam van de soort is voor het eerst geldig gepubliceerd in 1912 door Bouvier.